# منصور الظفيري
منصور فالح منصور عليان الظفيري، (1975 - ) من مُواليد دولة الكويت، نائب سابق في مجلس الأمة الكويتي 2013.

## نبذة
الدكتور منصور الظفيري من مواليد 1975 ويعمل طبيب أسنان في مركز الجهراء الصحي، وهو عضو جمعية طب الأسنان الكويتية، حاز على عضوية مجلس الأمة الكويتي 2013 عن الدائرة الرابعة بعدد أصوات 2202 وحصل علي المركز السابع وفاز بالانتخابات.

## مواقفه في مجلس الأمة
| الكتل                                          | مستقل - قبلي       |
| اللجان                                         | لجنة الشؤون الصحية |
| شطب محاور الاستجواب (2013)                     | موافق              |
| تشكيل لجنة الإيداعات (2013)                    | موافق              |
| استجواب الوزير محمد العبد الله (2013)          | ضد الاستجواب       |
| تحويل جلسة الشريط إلى سرية (2014)              | غير موجود          |
| شطب استجواب جابر المبارك (2014)                | موافق              |
| تعديل قانون المحكمة الدستورية (2014)           | موافق              |
| قانون الشراكة بين القطاعين العام والخاص (2014) | غير موجود          |
| قانون الجرائم الإلكترونية (2015)               | غير موجود          |
| قانون البصمة الوراثية (2015)                   | غير موجود          |
| قانون منع المسيئين (2016)                      | موافق              |